# Ducati 350 Supersport
 (mars 2023).
Si vous disposez d'ouvrages ou d'articles de référence ou si vous connaissez des sites web de qualité traitant du thème abordé ici, merci de compléter l'article en donnant les références utiles à sa vérifiabilité et en les liant à la section « Notes et références ».
La 350 SS est une moto construite par Ducati dans les années 1990.
Bien qu'elle ait été conçu pour fournir prioritairement le marché japonais, quelques modèles ont été commercialisés en Italie. 
Cette machine a d'abord porté le patronyme de 350 Sport, puis 350 SS Junior entre 1992 et sa disparition.

## Description
Le moteur provient de la 350 F3. Le look reprend celui de la 900 SS. Elle n'est disponible qu'en rouge, avec le cadre et les jantes blancs, et avec au choix un carénage intégral ou semi-caréné.
L'ensemble des éléments de suspension proviennent du catalogue Showa. Les freins sont estampillés Brembo, comme de coutume chez Ducati, et se composent d'un simple disque de 320 mm à l'avant et un de 245 mm à l'arrière.
La 400 SS, commercialisée pendant la même période, plus puissante et vendue à un prix pratiquement équivalent, a rapidement poussé cette machine à la retraite.